# Municipio de Eliza
El municipio de Eliza (en inglés: Eliza Township) es un municipio ubicado en el condado de Mercer en el estado estadounidense de Illinois. En el año 2010 tenía una población de 419 habitantes y una densidad poblacional de 2,72 personas por km².

## Geografía
El municipio de Eliza se encuentra ubicado en las coordenadas 41°17′18″N 90°59′33″O / 41.28833, -90.99250. Según la Oficina del Censo de los Estados Unidos, el municipio tiene una superficie total de 154.25 km², de la cual 148,55 km² corresponden a tierra firme y (3,7 %) 5,7 km² es agua.

## Demografía
Según el censo de 2010, había 419 personas residiendo en el municipio de Eliza. La densidad de población era de 2,72 hab./km². De los 419 habitantes, el municipio de Eliza estaba compuesto por el 98,33 % blancos, el 0,48 % eran amerindios y el 1,19 % eran de una mezcla de razas. Del total de la población el 1,67 % eran hispanos o latinos de cualquier raza.